# Liu Ming-Huang
Liu Ming-Huang (17 de septiembre de 1984) es un deportista taiwanés que compitió en tiro con arco, en la modalidad de arco recurvo.
Participó en los Juegos Olímpicos de Atenas 2004, obteniendo una medalla de plata en la prueba por equipo. Ganó una medalla de bronce en el Campeonato Mundial de Tiro con Arco al Aire Libre de 2007.

## Palmarés internacional
| Juegos Olímpicos                 | Juegos Olímpicos   | Juegos Olímpicos  | Juegos Olímpicos |
| Año                              | Lugar              | Medalla           | Prueba           |
| -------------------------------- | ------------------ | ----------------- | ---------------- |
| 2004                             | Atenas (Grecia)    | Medalla de plata  | Equipo           |
| Campeonato Mundial al Aire Libre |                    |                   |                  |
| Año                              | Lugar              | Medalla           | Prueba           |
| 2007                             | Leipzig (Alemania) | Medalla de bronce | Equipo           |